# Purpurowe skrzypce
Purpurowe skrzypce – kanadyjsko-włosko-brytyjski dramat filmowy z 1998 roku.
Głównym bohaterem filmu są skrzypce wykonane przez włoskiego lutnika w Cremonie w 1681 roku. Instrument przechodzi z ręki do ręki i przynosi nieszczęścia swoim właścicielom. Z Cremony trafia do Wiednia, Oksfordu, Szanghaju, w końcu do Montrealu na licytację.
Wszystkie postaci występujące w filmie mówią językami używanymi w kraju, w którym akcja się toczy. Ponadto w każdym z tych epizodów, przynajmniej raz, wykonywany jest przez znanego skrzypka Joshuę Bella (i innych wykonawców) motyw przewodni filmu, skomponowany na skrzypce i orkiestrę przez Johna Corigliano, z wyjątkiem epizodu cremońskiego, gdzie motyw ów nuci Irene Grazioli, aktorka grająca Annę Bussotti.

## Obsada
Cremona
- Carlo Cecchi – Nicolo Bussotti
- Irene Grazioli – Anna Rudolfi Bussotti
- Anita Laurenzi – Cesca
- Samuele Amighetti – chłopiec

Wiedeń
- Christoph Koncz – Kaspar Weiss
- Jean-Luc Bideau – Georges Poussin
- Arthur Denberg – książę Mansfeld

Oksford
- Jason Flemyng – Frederick Pope
- Greta Scacchi – Victoria Byrd
- Joshua Bell – pierwsze skrzypce w orkiestrze

Szanghaj
- Sylvia Chang – Xiang Pei
- Liu Zifeng – Chou Yuan

Montreal
- Samuel L. Jackson – Charles Morritz
- Colm Feore – licytator
- Monique Mercure – pani Leroux
- Don McKellar – Evan Williams
- Ireneusz Bogajewicz – Ruselsky

## Fabuła

### 1681, Cremona
Nicolo Bussotti (Cecchi) jest lutnikiem, jego żona Anna Rudolfi (Grazioli) jest w ciąży. Anna boi się porodu i komplikacji w jego trakcie ze względu na jej wiek, prosi więc swą służącą Cescę (Laurenzi) o to, by przepowiedziała przyszłość nienarodzonego dziecka. Cesca wróży z kart do tarota, ale nie przepowiada losów dziecka, lecz Anny (żadna z nich nie wie, że w rzeczywistości przepowiednia dotyczy skrzypiec). Gdy Nicolo kończy pracę nad nowymi skrzypcami, które uważa za dzieło swego życia i zamierza zachować dla syna, w nadziei że zostanie kiedyś muzykiem, w pracowni zjawia się chłopiec posłany przez lekarza opiekującego się rodzącą Anną. Po przybyciu do domu Nicolo dowiaduje się, że Anna i dziecko nie żyją. Oszalały z rozpaczy lutnik zabiera ciało żony do pracowni i pokrywa skrzypce werniksem, do którego wmieszał nieco krwi zmarłej, co nadaje instrumentowi nietypową, czerwoną barwę.
W niewyjaśnionych okolicznościach, ale zapewne po śmierci lutnika, skrzypce trafiają do klasztoru w Tyrolu. Tam, chłopcy z przyklasztornego sierocińca przez ponad 100 lat grywają na tym instrumencie w kościelnej orkiestrze.

### 1793, Wiedeń
Skrzypce trafiają w ręce chorowitego, ale niezwykle zdolnego Kaspara Weissa (Koncz). Wezwany przez mnichów dobroczyńca klasztoru, a jednocześnie nauczyciel muzyki, Poussin (Bideau), przyjeżdża, poznaje talent chłopca i prosi zakonników, by pozwolili mu go zabrać do Wiednia, gdzie czeka Weissa kariera na miarę Mozarta. W Wiedniu Poussin kształci chłopca. Jest przekonany, że talent Weissa przyniesie mu fortunę: książę Mansfeld (Denberg) ma zamiar przybyć do Wiednia i znaleźć małego wirtuoza, który zabawiałby go swą grą w czasie podróży do Rosji. Taka podróż mogłaby przynieść sukces Weissowi i spory dochód Poussinowi. By przygotować chłopca do recitalu, Poussin zmusza Weissa do grania w coraz szybszym tempie do rytmu wynalezionego przez siebie „poussinmetru” (w rzeczywistości prymitywnego metronomu).
Tymczasem okazuje się, że Weiss cierpi na bliżej nierozpoznane schorzenie serca. W dniu prezentacji przed księciem chłopiec dostaje zawału i umiera w salonie książęcego pałacu.
Weiss zostaje pochowany na przyklasztornym cmentarzu, w miejscu gdzie się wychował. Poussin pyta mnichów o skrzypce, najwyraźniej chcąc je odsprzedać księciu Mansfeldowi, ale zakonnicy wyjaśniają, że Weiss został pochowany ze skrzypcami, by mógł na nich „grać w niebie”. Załamany Poussin wyjeżdża, a skrzypce zostają wykradzione z grobu przez rabusiów i trafiają w ręce wędrownej grupy Cyganów. W ich posiadaniu skrzypce znajdują się przez kilka pokoleń, aż do przybycia taboru do Anglii.
W dzisiejszych czasach 1997 zakonnicy próbują odzyskać skrzypce, wystawione po dwustu latach na aukcji, ale wycofują się z przetargu, gdy cena sięga 500 000 USD.

### Lata 1890., Oksford
Skrzypek-arystokrata Frederick Pope (Flemyng) wchodzi na teren cygańskiego obozowiska w jego włościach i słucha jak młoda Cyganka gra na purpurowych skrzypcach. Oferuje im – w zamian za skrzypce – prawo do pozostania na swym terenie i zaprasza na swój koncert. Tego dnia pojawia się jego kochanka, pisarka Victoria Byrd (Scacchi). Frederick i Victoria uprawiają seks w jego garderobie, co powoduje opóźnienie koncertu, ale inspiruje Pope’a do wykonania zupełnie nowej kompozycji, którą publiczność przyjmuje z entuzjazmem. Frederick czerpie natchnienie ze stosunków seksualnych z Victorią, która z kolei natchnienia dla swego pisarstwa szuka w podróżach, więc oświadcza Pope’owi, że opuszcza go i wyjeżdża do Rosji, gdzie zamierza szukać tematu dla swej kolejnej powieści.
Po jej wyjeździe kochankowie wymieniają się listami, ale Frederick z wolna traci zdolność komponowania. Zaczyna palić opium, opuszcza zapowiedziane koncerty i przestaje odpowiadać na listy kochanki. Victoria wraca zaniepokojona milczeniem Fredericka, ale gdy podjeżdża pod dom słyszy tony skrzypiec grane tak, jak podczas ich miłosnych uniesień. Orientuje się bezbłędnie, że Pope znalazł natchnienie w ramionach innej kobiety. Wpada z pistoletem do sypialni i zastaje Fredericka w objęciach Cyganki. Strzela, ale nie do niego czy do niej, ale do sprawcy wszystkiego – skrzypiec – które ulegają uszkodzeniu, po czym ze złością wybiega by nigdy nie wrócić.
Frederick w swym ostatnim liście do Victorii zawiadamia, że zamierza popełnić samobójstwo, i że przekazuje jej całą swoją posiadłość. Jednak skrzypce dostają się w ręce jego chińskiego sługi, który wywozi je do Szanghaju i sprzedaje w sklepie ze starzyzną. Skrzypce zostają naprawione i przez lata czekają na nabywcę. W latach 30. XX wieku nabywa je pewna Chinka dla swej córeczki.
W dzisiejszych czasach 1997 przedstawiciel Pope Foundation (zawiązanej na rzecz popularyzacji muzyki pope’a) przybywa na aukcję w Montrealu, ale odstępuje od przetargu, gdy cena osiąga 2,4 miliona USD.

### Lata 1960., Szanghaj
Podczas tzw. rewolucji kulturalnej w Chinach, wszystko, co jest nieprzystające (lub „obce”) ideologii Mao Zedonga zostaje zniszczone. Jednym z takich przedmiotów są skrzypce, które posiada nauczyciel muzyki Chou Yan (Liu). Odbywa się nad nim sąd kapturowy, podczas którego zostaje zmuszony do wyrzeczenia się zamiłowania do muzyki poważnej i spalenia skrzypiec na stosie. Oficer polityczny Xiang Pei (Chang) próbuje bronić Chou sugerując, że mógłby uczyć tradycyjnej muzyki chińskiej, jako że gra również na huqin.
Po powrocie do domu Xiang, wiedząc, że jej mąż ją podejrzewa, zaczyna niszczyć wszystkie dowody na to, że cokolwiek łączyło ją w przeszłości z muzyką poważną. Wśród innych przedmiotów są też purpurowe skrzypce, podarunek od matki. W tym momencie do domu wraca jej syn, Ming. Matka próbuje powiedzieć mu o skrzypcach, nawet gra na nich, ale wie, że syn doniesie o wszystkim ojcu. Postanawia odnaleźć Chou i oddać mu instrument na przechowanie. Ten początkowo odmawia, bojąc się, że jest to prowokacja mająca doprowadzić do skazania go na długoletnie więzienie, a może nawet na śmierć, ale w końcu przyjmuje skrzypce i ukrywa je.
W ciągu wielu następnych lat skromny domek Chou staje się „azylem” dla tysięcy instrumentów. Skarb zostaje odkryty przez policję gdy ta, przybywszy na wezwanie sąsiadki Chou, znajduje go martwego. Dzisiejsze władze Chin, nastawione do cywilizacji Zachodu zupełnie inaczej niż za czasów Mao Zedonga, wysyłają znalezione instrumenty do Montrealu, gdzie mają one zostać wycenione i ewentualnie sprzedane na aukcji.
Czując wyrzuty sumienia z powodu tego, co kiedyś zrobił swojej matce, znacznie starszy Ming przybywa na aukcję, 1997, w nadziei odkupienia skrzypiec, na których ona kiedyś grywała. Odstępuje, gdy stawka sięga 1,2 miliona USD.

### 1997, Montreal
Akcja filmu zaczyna się w chwili, gdy Charles Morritz (Jackson) przybywa do domu aukcyjnego Duval, jako ekspert z Nowego Jorku, który ma wydać opinię, czy jeden z instrumentów to purpurowe skrzypce Bussottiego. Przez cały film przewijają się sceny, w których twórcy ukazują pracę i coraz większą fascynację Morritza, a także różne fragmenty aukcji.
Morritz niemal natychmiast rozpoznaje purpurowe skrzypce, ale chce być tego pewien; do współpracy wciąga pracownika domu aukcyjnego Evana Williamsa (McKellar). Wysyła próbki werniksu do laboratorium miejscowego uniwersytetu, a jednocześnie kupuje z prywatnej kolekcji w Londynie wierną kopię oryginału sporządzoną ongiś na zlecenie Fredericka Pope’a przed śmiercią. Tymczasem do Montrealu przybywa bogaty skrzypek-wirtuoz Ruselsky (Bogajewicz), który słyszał o chińskiej kolekcji i chce kupić coś nadzwyczajnego. Dostrzega w domu aukcyjnym purpurowe skrzypce i nawet próbuje na nich zagrać, ale Morritz wmawia weń, że skrzypce nie brzmią dobrze i są nie dla niego. Gdy laboratorium uniwersyteckie informuje go, że w próbkach werniksu są ślady krwi, Morritz wie już na pewno, co robić. Szefowa domu aukcyjnego Leroux (Mercure) i główny licytator (Feore) wypytują Morritza o wydatki poczynione w związku z jego wycenami; ten daje im do zrozumienia, że mają do czynienia z oryginalnymi purpurowymi skrzypcami. Ruselsky jest wściekły, bowiem uważa się za wyprowadzonego w pole.
Kupione za własne pieniądze Morritza przez Williamsa w Londynie skrzypce przychodzą tuż przed aukcją. Kopia jest nie do odróżnienia od oryginału, ale nie może się z nim równać jeśli chodzi o brzmienie. Morritz ze skrzypcami udaje się do siedziby Duval i z pomocą Williamsa, który odwraca uwagę pracowników, zamienia oryginał na kopię przypadkowo upuszczając metkę aukcyjną i wychodzi z budynku. W tej samej chwili Leroux dostrzega brak metki i właśnie ma zamiar wszcząć alarm, gdy Williams dostrzega ów przedmiot na podłodze. Gdy austriaccy mnisi, przedstawiciel fundacji Pope’a, Ming, i Ruselsky licytują cenę, Morritz odjeżdża taksówką na lotnisko. Ruselsky ostatecznie pokonuje przeciwników i zostaje właścicielem kopii, za którą zapłaci 2,4 miliona USD. W drodze na lotnisko Morritz rozmawia przez telefon ze swą córką w Nowym Jorku i mówi jej, że ma dla niej prezent.

## Tło powstania filmu
Twórców filmu zainspirował instrument Stradivariusa, skrzypce z roku 1721, znane jako Czerwony Mendelssohn, obecnie własność skrzypaczki Elizabeth Pitcairn, która dostała je w prezencie od dziadka na szesnaste urodziny na licytacji w znanym domu aukcyjnym Christie w Londynie za 1,7 miliona USD. Pitcairn jest pośród solistów, którzy wykonują Red Violin Chaconne skomponowaną na rzecz filmu przez Johna Corigliano. Idea zmieszania werniksu z krwią zmarłej żony lutnika to pomysł twórców filmu, Czerwony Mendelssohn wziął swą nazwę od czerwonego pasa w górnej prawej stronie skrzypiec, ale nie wiadomo skąd i dlaczego ów pas się wziął.

## Nagrody
Film otrzymał Oscara za muzykę (John Corigliano), 8 nagród Genie, 9 nagród Jutra i wiele, wiele innych.